# 新選組

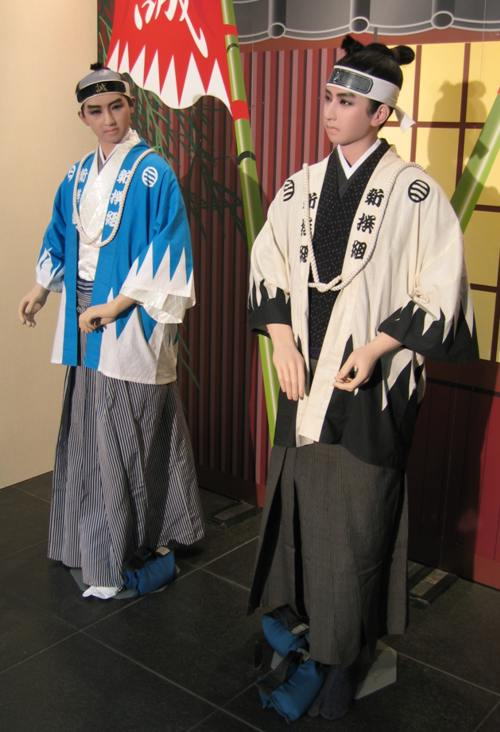
新選組隊士的穿著（蠟像）

新選組（日语：／），又称新撰組（日語與同音），是日本幕末時期一個親幕府的武裝集團，主要在京都東山區活動，負責維持當地祇園（歌舞妓）、花街和町人街的治安，其成立之初，内部纪律法度不甚严明，芹泽鸭领导时期曾並向當地商家強迫募集組織運作經費 ，屬於京都守護武裝勢力的最外圍，對付反幕府人士。他們在戊辰戰爭中協助幕府一方作戰，1869年戰敗投降後解散。
新選組在成立初期得到當時擔任京都守護職的會津藩主松平容保支持，並納入會津藩編制。新選組在1864年的池田屋事件中，重創了京都內的尊王攘夷派。
新選組最為人所知的特色有「誠」字隊旗、衣袖上印有山形圖案的獨特羽織（一種外衣）、嚴厲的“局中法度”（為維持組織紀律而採用的嚴厲規條）等。

## 歷史

### 組成

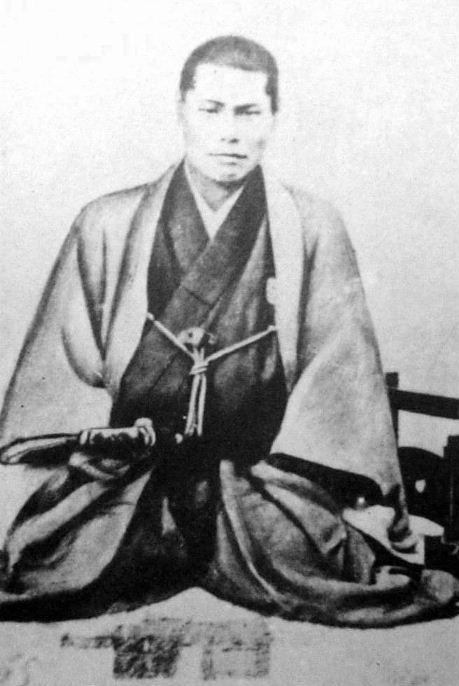
近藤勇（壬生寺藏）

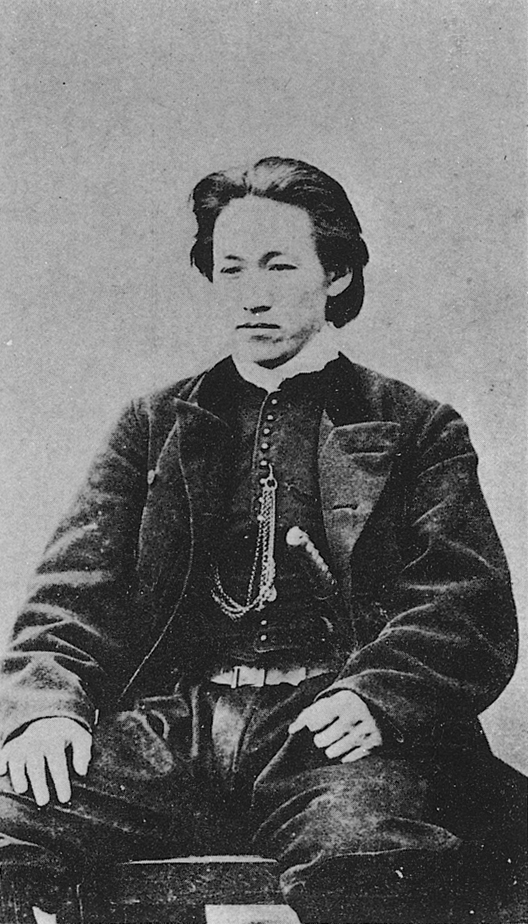
土方歲三

幕末時期，反幕府浪士常在京都刺殺幕府官員及親幕府人士。文久二年（1862年），江戶幕府將軍德川家茂上京之際，清河八郎提議募集浪士組成將軍警護，得到幕府採納。
文久三年（1863年）二月（日本舊曆，下同），200多名浪士到達京都。清河與勤王勢力私通，企圖把那些浪士作為天皇配置下的兵力。計劃敗露後，清河及200餘人離開京都，向江戶進發。以近藤勇、土方歲三為中心的試衛館派及以芹澤鴨為中心的水戶浪士留在京都。
同年三月，近藤勇、芹澤鴨等人成立新選組的前身「壬生浪士組」（又名「精忠浪士組」），因此新選組又被稱為「壬生狼」。他們在壬生村招募新成員，組成了36人的隊伍。京都守護職松平容保委派他們維持京都市內治安，對付倒幕派的浪士們。
同年八月，八月十八日政變發生，壬生浪士組協助幕府勢力有功，由會津藩引薦，得到朝廷賜名「新選組」（另有說法是松平容保賜名「新選組」）。「新選組」之名常用於會津藩發給新選組的公文中，而新撰組給予會津藩的文件中常用「新撰組」之名。

### 發展
文久三年（1863年）九月，近藤派肅清了芹澤派，控制了新選組，近藤勇成為領導人（稱為“局長”）。元治元年（1864年）六月五日新選組在池田屋事件中重創了京都倒幕派的力量。新選組在七月的禁門之變中，協助幕府擊退長州藩的倒幕派進攻。這兩次事件使新選組得到朝廷、幕府和會津藩賞賜二百多兩黃金。同年九月，新選組進行第二次招募隊員，隊員增至超過二百人，駐地從壬生村遷移到西本願寺（京都市下京區）。
慶應三年（1867年）三月，新選組的伊東甲子太郎一派受命成為孝明天皇的御陵衛士，脫離新選組，同年十一月被新選組肅清。

### 解散
慶應三年十一月，末代幕府將軍德川慶喜實行大政奉還。不久新政府和幕府之間展開戊辰戰爭，新選組站在幕府一方參與1868年初的鳥羽伏見之戰，被新政府軍擊敗。新選組屢敗屢戰，甲州勝沼之戰後，新選組返回江戶，部份隊員在這時離隊。近藤勇被新政府軍捕獲處死，沖田總司也因肺結核而病逝。新選組其後參與宇都宮城之戰和會津戰爭，齋藤一在會津戰爭期間離隊。土方歲三與部份隊員跟隨其他擁護幕府的軍隊退到北海道，成立蝦夷共和國及參與箱館戰爭。明治二年（1869年）五月，土方與明治政府軍作戰時中彈身亡，相馬主計接任，與餘下的新選組隊員投降，不久蝦夷共和國也隨著總統榎本武揚的投降而滅亡。

### 大眾形象的變化
明治初期，受到成王敗寇觀念、以及新政府中掌權的薩長派人士的偏見影響，新選組被視為反抗政府的朝敵賊軍一員，評價很低。由於在官方史學持否定觀點，再加上殘存的新選組衛士為免於報復，大多改名換姓生活，因此早期的相關研究亦相當缺乏。這樣的評價一直維持到大正時代，當時由大佛次郎所寫的小說「鞍馬天狗」中，新選組仍舊被描寫為站在敵對側的惡黨集團；然而，劇中也開始出現如將組長近藤勇描寫為人格迥異於旗下邪惡劍客的豪傑人物這般並非全然否定的描述。而在民間流行的說書故事裡，新選組的事蹟逐漸開始成為受歡迎的故事。學者、媒體也開始尋找新選組的耆老，留下若干重要的口述歷史紀錄。
昭和3年（1928年），隨著『新選組始末記』（子母澤寛）、『新撰組史録』（平尾道雄）等書先後出版，新選組開始受到再評價，被賦予精強、忠勇但無力回天的悲劇英雄、正面形象。昭和8年警視厅就以「昭和的新撰組」之名介紹、宣傳新成立的警察機動隊，太平洋戰爭期間的日軍陸、海軍航空隊中也不乏以新選組作為別稱的隊伍出現。
戰後，隨著大眾文化的發達，新選組的大眾形象進一步的提升與英雄化，成為電視、電影文化中受歡迎的題材，昭和40年代推出的『新選組血風録』、『燃燒的劍』（司馬遼太郎原作、栗塚旭主演）等片被視為正式帶起新選組熱潮的影視作品。日本自1970年代起高度發達的動漫文化，也更進一步地賦予新選組多元的面貌（如刻意強調青年劍客團體的特徵、偶像式地行銷的作品），更令新選組成為在日本擁有高知名度、傳奇性的歷史名詞。

### 隊士數目
- 文久三年三月：13人（有說24人）
- 元治元年六月（池田屋事件前）：83人
- 最顛峰時期：170至180人
- 鳥羽伏見戰前：66人

### 新選組年表
以下日期使用日本舊曆天保歷。

#### 文久三年（1863年）
- 二月八日，浪士組從江戶出發，二月二十三日到達京都。
- 三月十二日，成為會津藩的屬下，名為壬生浪士組。
- 八月十八日，八月十八日政變
- 九月十三日，新見錦切腹自殺[5]（有異說）
- 九月十八日，芹澤鴨、平山五郎被肅清，平間重助逃脫（有異說）。[6]
- 九月二十五日，壬生浪士組易名為「新選組」
- 九月二十六日，御倉伊勢武、荒木田左馬之助、楠小十郎、以長州藩間諜之罪名被肅清。

#### 元治元年（1864年）
- 六月五日，「池田屋事件」發生，奧澤榮助戰死，安藤早太郎、新田革左衛門在負傷1個月後死亡。
- 六月十日，明保野亭事件。
- 七月十九日，禁門之變。
- 八月左右，對近藤勇態度感到遺憾的永倉新八、原田左之助、齋藤一、島田魁、尾關政一郎向京都守護職松平容保提出非行五條。
- 十月二十七日，伊東甲子太郎加入新選組。

#### 元治二年/慶應元年（1865年）
- 二月二十三日，山南敬助切腹。
- 三月十日，駐地遷移到西本願寺。
- 九月一日，松原忠司死亡。

#### 慶應二年（1866年）
- 四月一日，谷三十郎死亡。
- 九月十二日，三條公告牌事件。

#### 慶應三年（1867年）
- 三月二十日，伊東甲子太郎、藤堂平助等13人離隊。
- 六月十日，新選組獲提拔為幕臣。[7]
- 六月十五日，駐地遷移到不動堂村。
- 六月二十二日，武田觀柳齋被刺殺。
- 十一月十八日，油小路事件，伊東甲子太郎、藤堂平助、毛内有之助、服部武雄被刺殺。
- 十二月七日，天滿屋事件。
- 十二月十八日，近藤勇被狙擊受傷。

#### 慶應四年/明治元年（1868年）
- 一月三日，鳥羽伏見之戰，隊員2名戰死。

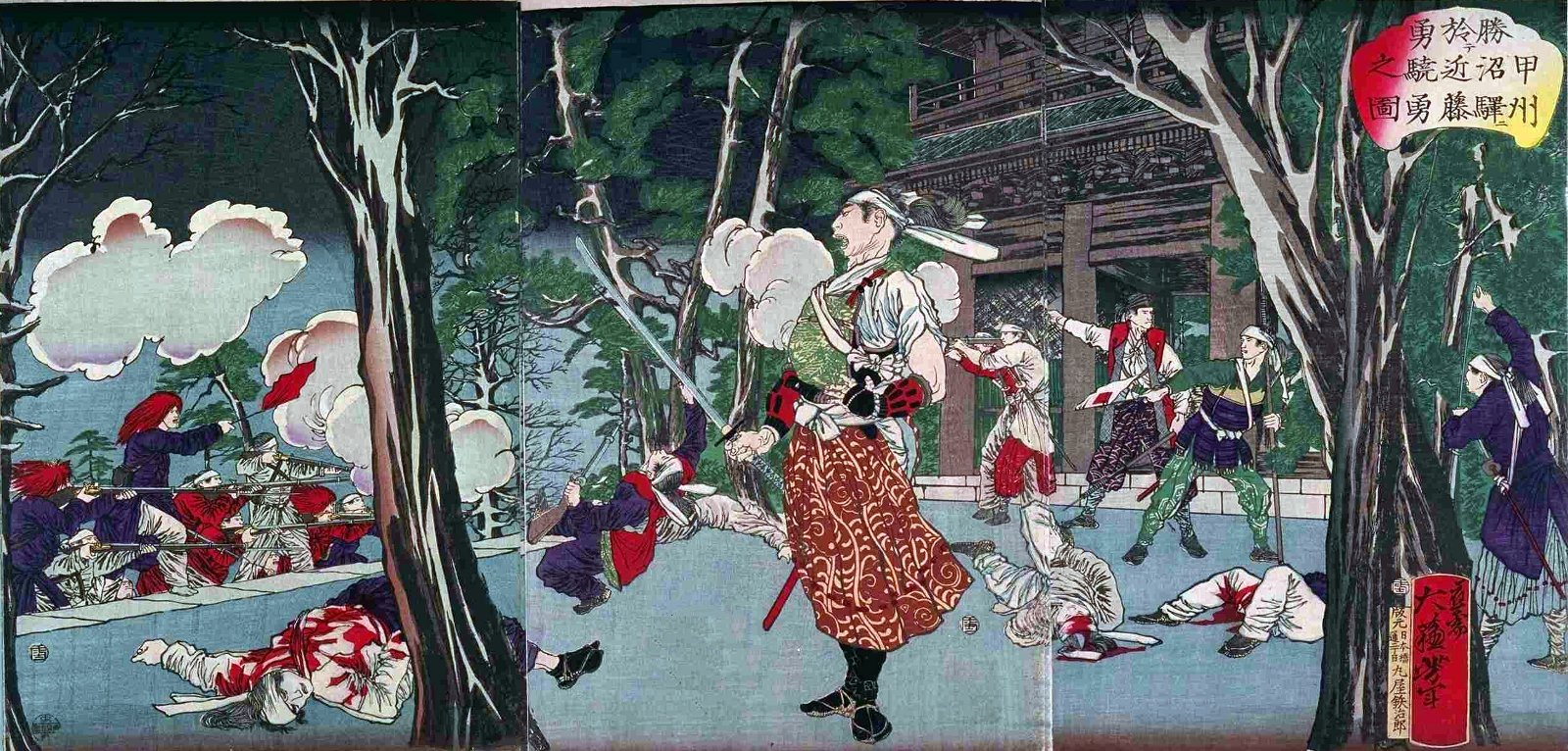
甲州勝沼之戰中的近藤勇

- 一月五日，淀千兩松之戰，井上源三郎等14名戰死。
- 一月六日，橋本之戰，隊員4名戰死。
- 一月十日，新選組隊員乘軍艦富士山丸與順動丸前往江戶，山崎烝在途中傷重不治，海葬（有異說）。
- 三月六日，甲州勝沼之戰，隊員2名戰死。
- 三月十二日，永倉新八、原田左之助等人組成靖兵隊（靖共隊），脫離新選組。
- 四月二日，在下總流山設置陣地
- 四月三日，近藤勇為求保存實力，以假名向新政府軍投降，但遭識破。
- 四月十九日，宇都宮大捷
- 四月二十五日，近藤勇在板橋被斬首。
- 閏四月二十五日，白河口之戰。
- 五月十七日，原田左之助死亡（有異說）。
- 五月三十日，沖田總司因肺結核病逝。
- 八月二十一日，母成峠之戰。
- 八月二十四日 齋藤一、池田七三郎等13人留在會津。
- 明治元年十月二十六日，舊幕府軍進入箱館五稜郭。

#### 明治二年（1869年）
- 一月二十七日，舊幕府軍成立蝦夷共和國。
- 五月十一日，土方歲三戰死。
- 五月十四日，相馬主計接掌新選組，在辯天台場率領新選組向新政府軍投降。
- 五月十八日，蝦夷共和國的舊幕府軍投降，戊辰戰爭結束。

## 實像

### 局中法度與內部肅清
“局中法度”（局中法度書）是新選組隊員需遵從的紀律規範。
局中法度大約在「新選組」之名被採用及近藤勇和土方歲三組成領導核心的時候開始生效。鳥羽伏見之戰發生前，被內部整肅的新選組隊員共有41人，包括初代局長芹澤鴨、山南敬助和新見錦。
局中法度大致如下：
1.不可違背武士道
2.不可脫離組織
3.不可擅自受取金錢
4.不可擅自提起訴訟
5.不可私斗
違者切腹謝罪。

### 維持治安
一般人受了後來眾多小說或戲劇作品影響，以為新選組是幕末時期維持京都治安的主要力量，其實不然。負責守衛御所重地的是會津直轄隊的二千人精銳，外圍是由幕臣組成的“見廻組”五百人，而新選組的二百人主要負責京都的伏見區。

### 羽織
電影中的新選組隊員通常穿著衣袖上印有白色山形圖案的淺蔥色（淺藍色）的羽織。據說山形圖案是以前赤穗浪士（忠臣藏）在殺進吉良家時所穿羽織的圖案，而淺蔥色是武士切腹自殺時所穿禮服的顏色。實際上新選組在成立一年後便停用這種羽織，最後穿著的時間大約在池田屋事件期間。

### 隊旗
紅底白色「誠」字旗，下部亦有山形圖案。當「誠」字旗飄揚時，看起來好像近藤勇出身的「試衛館」的「試」字。另有數種隊旗。

## 組織
新選組的最高首領是局長，以副長（副局長）輔助，以下再設副長助勤、監察方（負責情報工作）和勘定方（負責會計）等職位。副長助勤是統率一個小組的組長，新選組共有10個分組，編號從一番至十番（第一至第十），每組約有10人，組長以下又設置了伍長。新選組的組織編制也許受了西式軍制的影響。
隊員平日進行武術練習，在京都市內巡邏和搜尋潛伏的反幕府浪士。新選組的劍術流派以近藤勇一派的試衛館的天然理心流為主，此外也有神道無念流、北辰一刀流及其它流派加入，也有隊員學習槍術和柔術。
新選組在成立初期時資金不足，營運資金主要來自會津藩的御用金和一些富商的資助。後來新選組成為幕府屬下，隊員從幕府得到工資，有時也從一些特別行動中得到補償金。

### 歷任局長
- 芹澤鴨
- 新見錦
- 近藤勇

#### 會津新選組局長
- 山口次郎（齋藤一）

#### 箱館新選組局長
- 土方歲三
- 大野右仲
- 相馬主計

### 歷代副長
- 新見錦
- 助勤平山五郎
- 山南敬助
- 土方歲三
- 安富才助

### 参謀 (地位高於總長)
- 伊東甲子太郎
- 武田觀柳齋

### 總長
- 山南敬助

### 組長
1865年编成时组长
- 一番隊組長：沖田總司
- 二番隊組長：永倉新八
- 三番隊組長：齋藤一
- 四番隊組長：松原忠司
- 五番隊組長：武田觀柳齋
- 六番隊組長：井上源三郎
- 七番隊組長：谷三十郎
- 八番隊組長：藤堂平助
- 九番隊組長：鈴木三樹三郎
- 十番隊組長：原田左之助

### 文武師範
劍術師範 沖田総司、池田小三郎、永倉新八、田中寅三、新井忠雄、吉村貫一郎、斎藤一
柔術師範 篠原泰之進、柳田三二郎、松原忠司
文学師範 伊東甲子太郎、斯波良作、尾形俊太郎、毛内有之助、武田観柳斎
砲術師範 清原清、阿部十郎
馬術師範 安富才助
槍術師範 谷三十郎

### 間諜兼監察
- 山崎烝

### 其他隊員
※依姓氏讀音排序；非完整名冊。
- 相場薫三郎
- 青木連
- 青地源太郎
- 青柳牧太夫
- 青山次郎
- 明石覚四郎
- 秋山義三郎
- 淺野薫
- 芦屋昇
- 足立麟太郎
- 阿比留鋭三郎
- 阿部十郎
- 阿部隼太
- 甘地一撰
- 天野十郎
- 天海勝之進
- 新井忠雄
- 新井破摩男
- 荒木信太郎
- 荒木田左馬之助
- 蟻通勘吾
- 漢一郎
- 安藤早太郎
- 安藤雅次郎
- 家木将監
- 家里次郎
- 五十嵐伊織
- 伊木八郎
- 池田小三郎
- 池田七三郎
- 石井伊之助
- 石井清之進
- 石井勇次郎
- 石川伊太郎
- 石川三郎
- 石田入道
- 一瀬寛次
- 市橋鎌吉
- 市村辰之助
- 市村鉄之助
- 一色善之丞
- 逸見勝三郎
- 伊藤主計
- 伊藤鉄五郎
- 伊藤浪之介
- 伊東隼之助
- 伊藤与八郎
- 稲芳雄三郎
- 稲吉竜馬
- 井上新左衛門
- 井上泰助
- 茨木司
- 今井祐次郎
- 岩崎一郎
- 岩崎勝次郎
- 上坂甲太郎
- 上田安達之助
- 上田馬之助
- 植田末次
- 上原栄作
- 内山栄八
- 内山元次郎
- 内海次郎
- 梅戸勝之進
- 江川七郎
- 江田小太郎
- 越後三郎
- 江畑小太郎
- 大石鍬次郎
- 大内槍之助
- 大河内太郎
- 大谷勇雄
- 大谷良助
- 大槻銀蔵
- 大月藤三
- 大野右仲
- 大野内蔵之介
- 大橋半三郎
- 大橋山三郎
- 大町通南太郎
- 大宮友賢
- 大村安宅
- 岡島品三郎
- 岡田克巳
- 岡田五郎
- 岡田米太郎
- 尾形俊太郎
- 岡戸万次郎
- 岡村亀太郎
- 小川一作
- 小川佐太郎
- 沖田承之進
- 奥沢栄助
- 小沢宗司
- 尾関雅二郎
- 尾関弥四郎
- 小原険太郎
- 小原孔三
- 小幡三郎
- 加賀爪勝太郎
- 梶谷鱗之助
- 粕屋小次郎
- 粕屋十郎
- 粕谷新五郎
- 加藤定吉
- 加藤民弥
- 加藤羆
- 角谷糺
- 金山敬助
- 金子庄兵衛
- 金子次郎作
- 加納鷲雄
- 神代仁之助
- 嘉村権太郎
- 亀井造酒之助
- 葛山武八郎
- 辛島昇司
- 河合耆三郎
- 河合鉄五郎
- 川島勝司
- 川津平三
- 河村八十右衛門
- 川村林次郎
- 神崎一二三
- 神戸四郎
- 菊池央
- 岸島芳太郎
- 木内峰太
- 木下巌
- 木下勝蔵
- 木下弥三郎
- 木幡勝之進
- 木村忠次郎
- 木村広太
- 木村良之助
- 清原清
- 日下部四郎
- 日下部遠江
- 楠小十郎
- 熊沢元蔵
- 久米部正親
- 栗原仙之助
- 向館登
- 鈞木伝三郎
- 小久保清吉
- 小島造酒之丞
- 後藤大助
- 小林桂之助
- 小林幸次郎
- 小林峯三郎
- 小堀誠一郎
- 近藤周平
- 近藤隼雄
- 近藤芳助
- 斎藤一諾斎
- 斎藤清一郎
- 佐伯又三郎
- 酒井兵庫
- 酒井要次郎
- 坂本平三
- 佐久間銀太郎
- 佐久間顕輔
- 佐久間荘太郎
- 佐久間登人
- 桜井数馬
- 桜井勇之進
- 佐々木愛二郎
- 佐々木蔵之允
- 佐々木一
- 指田竹次郎
- 佐治寛
- 佐藤房太郎
- 佐藤安次郎
- 真田四目之進
- 佐野七五三之助
- 佐野牧太郎
- 沢忠輔
- 塩沢鱗次郎
- 鹿内主税
- 篠崎慎八郎
- 篠塚岸三
- 篠原泰之進
- 斯波縁之助
- 斯波雄三
- 司馬良作
- 柴岡剛三
- 柴田喜三郎
- 柴田小源太
- 柴田彦三郎
- 芝山徳三郎
- 島田魁
- 島田幸之助
- 島田弥一郎
- 清水卯吉
- 清水休左衛門
- 清水吾一
- 志村武蔵
- 宿院良蔵
- 小路平三郎
- 白井鷹之進
- 白戸友衛
- 早戸七郎右衛門
- 鈴木長蔵
- 鈴木直人
- 鈴木元之進
- 鈴木量平
- 鈴木連三郎
- 諏訪市次郎
- 関川代次郎
- 瀬山多喜人
- 芹沢鴨
- 千田兵衛
- 相馬主計
- 田内知
- 田岡太郎
- 高岡倉太郎
- 高須熊雄
- 高田文二郎
- 高野良右衛門
- 高橋恭輔
- 高橋三五郎
- 高橋渡
- 高橋良之助
- 高山次郎
- 竹内元太郎
- 武内篤平
- 武城蔵太
- 竹内武雄
- 竹内徳雄
- 武部銀次郎
- 立川主税
- 田中伊織
- 田中梅太郎
- 田中寅三
- 田中一
- 田中律造
- 田辺太三郎
- 谷川辰吉
- 谷周平
- 谷万太郎
- 谷川振吉
- 谷口四郎
- 玉置伊之助
- 玉置良三
- 玉川将之介
- 田村一郎
- 田村金七
- 田村銀之助
- 田村大三郎
- 田村録四郎
- 千葉栄
- 中条常八
- 塚本善之助
- 津田丑五郎
- 土田新之丞
- 鶴岡鎌四郎
- 寺井主税
- 寺嶋繁三
- 殿内義雄
- 鳥羽多喜松
- 富川十郎
- 富永政之助
- 富山弥兵衛
- 中井三弥
- 中沢務
- 長沢政之丞
- 長島五郎作
- 中島登
- 長瀬清蔵
- 中西小六
- 中西昇
- 中村吉六
- 中村金吾
- 中村玄道
- 中村小次郎
- 中村五郎
- 中山重郎
- 成合清
- 新見錦
- 西村五十五郎
- 西脇乾次郎
- 西脇源六郎
- 新田革左衛門
- 新田寅之介
- 沼尻愛次郎
- 沼尻小文吾
- 根岸友山
- 野口健司
- 野辺民雄
- 野村遊喜
- 野村利三郎
- 橋本皆助
- 畠山芳次郎
- 服部武雄
- 林小五郎
- 林庄吉
- 林信太郎
- 平間重助
- 平山五郎
- 福田勝之進
- 福与男也
- 藤井安八
- 藤沢竹城
- 藤原和三郎
- 舟津釜太郎
- 古川小二郎
- 古屋丈之助
- 細井鹿之助
- 細川千太郎
- 本田岩吉
- 本田太一郎
- 前田岩太郎
- 前田蔵人
- 前野五郎
- 前場小五郎
- 前場喜司
- 牧野源七郎
- 馬越三郎
- 馬越大太郎
- 正木織之助
- 真崎宅太郎
- 松井徳太郎
- 松井竜三郎
- 松崎静馬
- 松沢乙造
- 松沢弾治
- 松永主計
- 松原幾太郎
- 馬詰新十郎
- 馬詰柳太郎
- 松本喜次郎
- 松本俊造
- 松本捨助
- 松山幾之助
- 円尾啓二郎
- 丸山駒之介
- 万田河三
- 三浦啓之助
- 三浦常次郎
- 三浦松五郎
- 御倉伊勢武
- 三品一郎
- 三品二郎
- 三品仲司
- 水谷藤七
- 三井丑之助
- 水口市松
- 宮川数馬
- 宮川信吉
- 宮崎繁之丞
- 宮武織蔵
- 宮本藤太
- 三好ゆたか
- 武藤又三郎
- 村上清
- 村上三郎
- 村上一
- 村上万次郎
- 村山謙吉
- 室宅之助
- 毛内有之助
- 本武権平
- 本山小太郎
- 森庵六之介
- 森権次郎
- 森下平作
- 森鷹之介
- 森常吉
- 矢金繁三
- 矢口健一郎
- 安富才輔
- 矢田賢之助
- 柳沢藤馬
- 柳田三二郎
- 梁田佐太郎
- 矢部兵吉
- 山寅之助
- 山浦鉄四郎
- 山形時太郎
- 山際平三郎
- 山久知文次郎
- 山崎八蔵
- 山崎林五郎
- 山野八十八
- 山本二十六
- 横倉甚五郎
- 横山鍋二郎
- 吉沢平三
- 吉田俊太郎
- 吉田寅之助
- 吉田万吉
- 吉村貫一郎
- 吉村新太郎
- 吉村芳太郎
- 米渓彦作
- 輪堂貞造
- 若田栄吉
- 若松杢之助
- 和高小刀太
- 和高虎之助
- 和田十郎
- 和田六郎
- 渡辺市造

## 以新選組為題材的作品
由於新選組與維新志士敵對，明治政府對新選組沒有好感，所以早期關於幕末的文學作品通常把新選組描繪成反派，此情況在二次大戰後有所改變。新選組的事跡後來成為了許多電影、電視劇和動漫的題材。

### 歷史書
- 《新撰組始末記》、《新撰組遺聞》、《新撰組物語》 作：子母澤寛
- 《幕末英傑-新選組》 作：倫世豪
- 《最後的武士-新選組始末記》作：永倉新八、木村幸比古 譯：信譽
- 《浪士文久報国記事》作：永倉新八
- 《新撰組顛末記》作：永倉新八(口述)

### 小説
- 《江戶戀物語(上)、(下)》作：黑田萌、出版：耕林出版社
- 《薄櫻鬼(上) (下) 》作：矢島さら、出版：東立出版
- 、《新撰組血風錄》 作：司馬遼太郎
- 《幕末新撰組》、《近藤勇白書》 作：池波正太郎
- 《壬生義士傳》 作：淺田次郎
-  作：江宮隆之、出版：河出書房新社
- 近藤勇、歳三 、新撰組 藤堂平助、総司  作：秋山香乃
- 作：北方謙三
- 作：藤堂夏央
- 激録新撰組（上、中、下、別卷，全4卷） 作：原康史、出版：
- 総司残英抄 作：戸部新十郎、出版：德間文庫
- 作：童門冬二、出版：集英社文庫
- 作：菊地秀行、出版：
- 《血風的英雄傳承》作：镜遊、出版：MF文库J

### 電視劇
- 《風雲新選組·近藤勇》（1961年 主演：嵐寛寿郎（近藤勇））
- 《新撰組始末記》（1961年 主演：中村竹弥（近藤勇））
- 《新撰組血風錄》（1965年 - 66年 全26話 監督：河野寿一等 主演：栗塚旭（土方歲三））
- （1970年 全26話 監督：河野寿一等 主演：栗塚旭（土方歲三））
- 《新撰組》（1973年 主演：栗塚旭（土方歲三））
- 《新撰組始末記》（1977年 出演：平幹二朗（近藤勇）、古谷一行（土方歲三）、草刈正雄（沖田總司））
- （1982年 主演：鄉ひろみ（沖田總司））
- （1983年 出演：三田村邦彦）
- （1984年 主演：田原俊彦（沖田總司））
- 《新撰組》（1987年 出演：松方弘樹（近藤勇）、竹脇無我（土方歲三）、東山紀之（沖田總司））
- （1990年 主演：役所広司（土方歲三））
- 《新撰組 池田屋の血闘》（1992年 出演：里見浩太朗、野村宏伸、地井武男）
- 《新撰組血風錄》（1998年 主演：渡哲也（近藤勇））
- 《壬生義士伝～新撰組でいちばん強かった男～》(2002年　全四部　監督：松原信吾、長尾啓司 主演：渡辺謙（吉村貫一郎）　（テレビ東京の新春ワイド時代劇）
- 《新選組！》（2004年NHK大河ドラマ 脚本：三谷幸喜 主演：香取慎吾（近藤勇））
- 《新選組!! 土方歲三 最期の一日》（2006年NHK正月時代劇 脚本：三谷幸喜 主演：山本耕史（土方歲三））
- 《新撰組 PEACE MAKER》（2010年 主演：須賀健太（市村鉄之助）、柳下大（沖田總司））
- 《新选组血风录（2011NHK版）》（2011年 主演：永井大（土方岁三）、旁白：古屋和雄）

### 電影
- 《新撰組鬼隊長》（1954年 監督：河野壽一）
- 《新撰組》（1958年　監督：佐佐木康）
- 《新選組始末記》（1963年 大映 監督：三隅研次）
- 《幕末惨酷物語》（1964年）
- （1966年　監督：市村泰一）
- 《新選組》（1969年　監督：沢島忠 近藤勇：三船敏郎）
- 《幕末純情傳》（1991年　監督：藥師寺光幸 主演：牧瀬里穂（沖田總司））
- 《御法度》 1999年（監督：大島渚 主演：北野武（土方歲三）淺野忠信 松田龍平 音樂：坂本龍一）
- 《壬生義士傳》2003年（監督：瀧田洋二郎 主演：中井貴一（吉村貫一郎））
- 《燃燒的劍》2021年（監督：原田真人 主演：岡田准一（土方歳三）

### 舞台劇
- TEAM-NACS第10回公演 LOOSER-失い続けてしまうアルバム-（2004年　脚本・演出：森崎博之　主演:佐藤重幸）
- 演劇集団キャラメルボックス 風を継ぐもの（1996年初演･2001年再演）
- PEACE MAKER 〜新撰組参上〜(2011年6月3日～12日)(主演：吉村卓也、兼崎健太郎、濱尾京介、瀧口幸廣、小川直)
- 新撰組異聞PEACE MAKER～再炎～(2012年4月15日～22日)(主演：聖也、兼崎健太郎、濱尾京介、伊勢大貴、服部翼)

### 漫畫
- 新撰組（手塚治虫漫画全集収録作品） 手塚治虫
- 近藤勇　 水木茂
- 光之風 作:渡邊多惠子
- 代表取締役近藤勇 川崎のぼる
- 車田正美
- 和田慎二
- 真説新撰組（旧題：壬生狼） 画:園田光慶 脚本:横山光輝
- 幕末風雲錄 誠 伊織鷹治
- 無賴 岩崎陽子
- 月明星稀～再見新選組～ 盛田賢司
- 新選組黙示錄 宮崎克、插畫: 乾良彦
- 北走新選組 菅野文
- - 新選組綺談 斎藤岬
- 、白井裕子
- 新撰組 - 士道心得 松山花子
- 田村純子
- 新選組
- 新撰组镇魂歌／新选组镇魂歌 原作・原案：梅村真也、插畫: 橋本エイジ
- 新撰組異聞PEACE MAKER／PEACE MAKER鐵　黑乃奈奈繪
- 浪客劍心／神劍闖江湖 和月伸宏
- 赤鳩 編劇 小池一夫  繪畫 池上遼一
- 银魂 空知英秋
- 薄櫻鬼
- 內衣教父
- 黃金神威
- 金田一少年事件簿R - 金田一二三綁架殺人事件
- 鬼滅之刃 煉獄杏壽郎外傳 — 前下弦之貳 佩狼(推測原型是新選組的成員)
- 終末的女武神
- 青之壬生浪（講談社、安田剛士作）

### 動畫
- 《土方歲三 白の軌跡》（2004年　監督：浦谷千惠）
- 《PEACE MAKER鐵》
- 《薄櫻鬼》
- 《薄櫻鬼 碧血録》
- 《薄櫻鬼 黎明錄》
- 《銀魂》
- 《依沙米大冒險》
- 《閃電十一人go時空之石》
- 《刀劍亂舞 -花丸-》
- 《漂流武士》
- 《黃金神威》
- 《青之壬生浪》（2024年 & 2026年、動畫公司為MAHO FILM製作）
- 《名偵探柯南：100萬美元的五稜星》

### 遊戲
- 斬打
- 幕末降臨傳
- 風雲 新撰組
- 幕末戀華 新選組
- 風雲 幕末伝
- 新撰組群狼伝
- （有關於近籐勇的情節）
- （坂本龍馬と共に土方歲三を描く）
- 學園☆新選組！(惡搞來源於新選組)
- 薄櫻鬼 ～新選組奇譚～
- 如龙 维新！
- 刀劍亂舞
- 幕末Rock

### 廣播劇CD
- 新撰組默秘錄 勿忘草
- 新撰組血魂錄 勿忘草
- 新撰組比翼錄 勿忘草
- 新撰組曉風錄 勿忘草

### 其他相關作品
- 機動新撰組 萌之劍

## 外部連結
- 新選組SHINSENGUMI 網頁 （页面存档备份，存于）

- 壬生寺
- 八木家 （页面存档备份，存于）
- 近藤勇之墓
- 新撰組百科事典 （页面存档备份，存于）